# رابرت دانر
رابرت دانر (انگلیسی: Robert Donner؛ ۲۷ آوریل ۱۹۳۱ – ۸ ژوئن ۲۰۰۶) یک بازیگر سینما، و هنرپیشه اهل ایالات متحده آمریکا بود.

## فیلم‌شناسی
از فیلم‌ها یا برنامه‌های تلویزیونی که وی در آن نقش داشته است، می‌توان به خم به ابرو نیاور، مردی که لیبرتی والانس را کشت، لوک تسلی‌بخش، ریو براوو، چیزام، هوت، رژه احمقان، زیر رنگین‌کمان و مأمور ه.ا.ر.م اشاره کرد.